# Index Seminum Horti Dorpatensis annni 1811
Index Seminum Horti Dorpatensis annni 1811 (abreviado Index Sem. Hort. Dorpat.) es un libro con ilustraciones y descripciones botánicas que fue escrito por el botánico y pteridólogo alemán-estoniano Karl Friedrich von Ledebour y publicado en el año 1811.